# Joanna Jurgała-Jureczka
Joanna Jurgała-Jureczka (ur. 21 kwietnia 1964 w Cieszynie) – doktor nauk humanistycznych, historyczka literatury, pisarka.

## Życiorys
Absolwentka filologii polskiej na Uniwersytecie Śląskim w Katowicach. W 1999 roku uzyskała stopień doktora nauk humanistycznych w zakresie literaturoznawstwa. Pracę doktorską pt. Oswajanie „nieznanego kraju”. Śląsk w życiu i twórczości Zofii Kossak napisała pod kierunkiem prof. zw. dr hab. Krystyny Heskiej-Kwaśniewicz.
Pracowała jako dziennikarka, kierowniczka Muzeum Zofii Kossak-Szatkowskiej w Górkach Wielkich.
Od 2015 roku jest członkiem Komisji Nagrody im. Ks. Leopolda Jana Szersznika.
W 2018 roku otrzymała Śląską Nagrodę im. Juliusza Ligonia („Za entuzjazm i konsekwencję wkładaną w promocję chrześcijańskich, patriotycznych i humanistycznych wartości w pisarstwie Zofii Kossak-Szczuckiej-Szatkowskiej”).

## Publikacje
Jest autorką licznych artykułów i publikacji o charakterze naukowym i popularnonaukowym, a także książek, głównie na temat rodziny Kossaków.
- Zofii Kossak dom utracony i odnaleziony, Wydawnictwo Muzeum Śląska Cieszyńskiego, Cieszyn 2003[9].
- Skrzat opowiada o beskidzkich skarbach, Cieszyn 2005[10].
- Dzieło jej życia, Edycja Świętego Pawła, Częstochowa 2007.
- Historie zwyczajne i nadzwyczajne, czyli znani literaci na Śląsku Cieszyńskim, Cieszyn, 2009[11].
- Gdzieś na końcu świata, Cieszyn 2011[12].
- Skoczów-Karwina. Śladami Gustawa Morcinka, Skoczów, 2013.
- Mocni mocą miłości. Droga krzyżowa z Janem Pawłem II, Edycja Świętego Pawła, Częstochowa 2014[13].
- Zofia Kossak. Opowieść biograficzna. Dom Wydawniczy PWN, Warszawa 2014[14].
- Kobiety Kossaków. Dom Wydawniczy PWN, Warszawa 2014[14].
- Tajemnice prowincji, Wydawnictwo Zysk i S-ka, Poznań, 2014[1].
- Siedem spódnic Alicji, Wydawnictwo Zysk i S-ka, Poznań 2017[15].
- Kossakowie. Biały mazur. Wydawnictwo Zysk i S-ka, Poznań, 2018[16].
- Kossakowie. Tango. Wydawnictwo Zysk i S-ka, Poznań, 2020[17].
- Na gorącym uczynku. Duchy artystów. Zysk i S-ka, Poznań, 2022[18].

### Życie prywatne
Mieszkanka Kończyc Wielkich, w gminie Hażlach. Żona, matka dwóch synów i jednej córki.